# 公師藩
公師藩（？—306年），陽平郡館陶縣人。西晉將軍，成都王司馬穎被廢後，迎接司馬穎，最後亡於濮陽太守苟晞之手。

## 生平
太安二年（303年）初，成都王司馬穎與河間王司馬顒起兵攻打長沙王司馬乂，於是任命陸機監督王粹與牽秀等率領二十餘萬軍隊進攻司馬乂。但由於王粹、牽秀不服陸機的監督，於是向司馬穎提議離職，但是司馬穎不允許。這些人勉強留了下來。司馬乂以執行天子的詔令為由與陸機戰於鹿苑，陸機軍隊大敗而歸，在七里間戰死的士兵無人埋葬，河水因為屍體受阻而斷流，將軍賈稜也在這場戰役中身亡。
孟超認為陸機有叛變之心，不聽陸機勸阻，獨自率領輕裝部隊獨行，導致半路上遭襲而亡，孟超兄長孟玖懷疑陸機殺害孟超，於是指控陸機叛變，再加上王闡、郝昌、公師藩等人出面證實，司馬穎得知消息後十分生氣，於是派牽秀將陸機秘密抓捕。
永興元年（304年）八月，王浚與東嬴公司馬騰派遣烏丸、羯朱襲擊司馬穎所在的鄴城，司馬穎大敗後，將晉惠帝帶回洛陽。此時關東已有許多人出面討伐司馬穎，由於司馬顒畏懼這批關東軍隊，於是向晉惠帝提議將司馬穎免職。晉惠帝答應了，免除司馬穎職務，並將其趕往至封地，由於北方居民十分想念，因此公師藩便在清河郡鄃縣起兵迎接司馬穎。汲桑以及石勒等等帶領軍隊前來投靠，人數萬餘人。
永興二年（305年），公師藩起兵造反，汲桑與石勒帶領兵馬與公師藩會合。東海王司馬越在徐州整頓兵馬，打算去長安迎接晉惠帝東歸，而司馬穎的屬下部將公師藩等人聚眾造反。七月，公師藩等人攻陷郡縣，並且殺害陽平太守李志、汲郡太守張延等，在攻打完郡縣後，輾轉攻打鄴城，平昌公司馬模派遣將軍趙驤擊破公師藩等人。九月，公師藩又殺害平原太守王景、清河太守馮熊。九月庚子，豫州刺史劉喬攻打許昌，卻失敗。九月壬子，司馬顒拜司馬穎為鎮軍大將軍、都督河北諸軍事，派遣大約一千士兵鎮守鄴城。十月，司馬模派遣將軍宋胄等屯軍於河橋。十二月，呂朗等人屯軍於滎陽，司馬穎進攻洛陽，張方、劉弘等人不能抵禦。范陽王司馬虓從官渡渡河，攻取滎陽，殺石超，偷襲許昌。
光熙元年（306年）三月，青州東萊郡惤縣令劉伯根造反，自己號稱惤公，襲擊臨淄，導致高密王司馬簡逃至聊城。王浚派遣將軍討伐劉伯根，並將其斬殺。五月壬辰，司馬越派遣將軍祁弘等人攻打刁默，刁默大敗而歸，司馬顒與司馬穎離開南山，奔逃至宛。祁弘等人率領鮮卑部族劫掠長安城，並且殺二萬多人。晉惠帝下詔任命鎮南將軍劉弘、南中郎將劉陶，前去抓捕司馬穎。此时刘弘恰好去世。司馬穎聽到消息於是拋棄母親與妻子，單獨與兩個兒子司馬普、司馬廓渡河前往朝歌，並且收復以前跟隨許久的將士大約百餘人，想要與公師藩會合，此時，公師藩在百馬城南下前往與司馬穎相會。司马颖被頓丘太守馮嵩截获；濮陽太守苟晞討伐公師藩，公師藩大敗並被斬首。九月，馮嵩將司馬穎以及司馬普、司馬廓，送至鄴城司空、范陽王司馬虓手上，而司馬虓並無其它用意。十月，司馬虓去世。司馬虓的長史劉輿看到司馬穎在鄴城有許多威望，擔憂司馬穎在鄴城會爆發隱患，於是決定秘不發喪，並令人裝扮台使，利用矯詔賜死司馬穎。